# Keita Nakamura
Keita Nakamura (中村 慶太, Nakamura Keita), né le 30 juin 1993, est un footballeur japonais.

## Biographie
Nakamura commence sa carrière professionnelle en 2016 avec le club du V-Varen Nagasaki, club de J2 League. Il est vice-champion de J2 League en 2017 avec cette équipe, obtenant par la même occasion la montée en J1 League. Il dispute un total de 91 matchs avec le club. En 2019, il est transféré au Shimizu S-Pulse.